# Koronacja Maryi (obraz Fra Angelica)
Koronacja Maryi – obraz autorstwa Fra Angelica namalowany techniką tempery na desce o rozmiarach 213 × 211 cm, przechowywany jest w Luwrze, w Paryżu. Powstał prawdopodobnie w latach 1434–1435. Innym obrazem tego samego autora jest, pochodząca z ok. 1432 Koronacja Matki Boskiej z aniołami i świętymi, która znajduje się w Galerii Uffizi, we Florencji. Niektórzy przesuwają datację dzieła Koronacja Maryi na lata późniejsze niż 1450.

## Historia
Artysta namalował ten obraz dla kościoła Konwentu San Domenico w Fiesole, dla którego wykonał też Pala di Fiesole (1424–1425) i Zwiastowanie (1433–1435). To ostatnie znajduje się obecnie w Muzeum Prado. W miejscu swego przeznaczenia malowidło pozostawało aż do 1812, kiedy to na rozkaz Napoleona, który dokonał kasaty zakonu dominikanów, zostało przewiezione do Paryża. Obraz podzielił los ok. 100 innych malowideł włoskich, które ze względu na swoje rozmiary, nie zostały zwrócone i nadal pozostają w paryskim muzeum.

## Opis

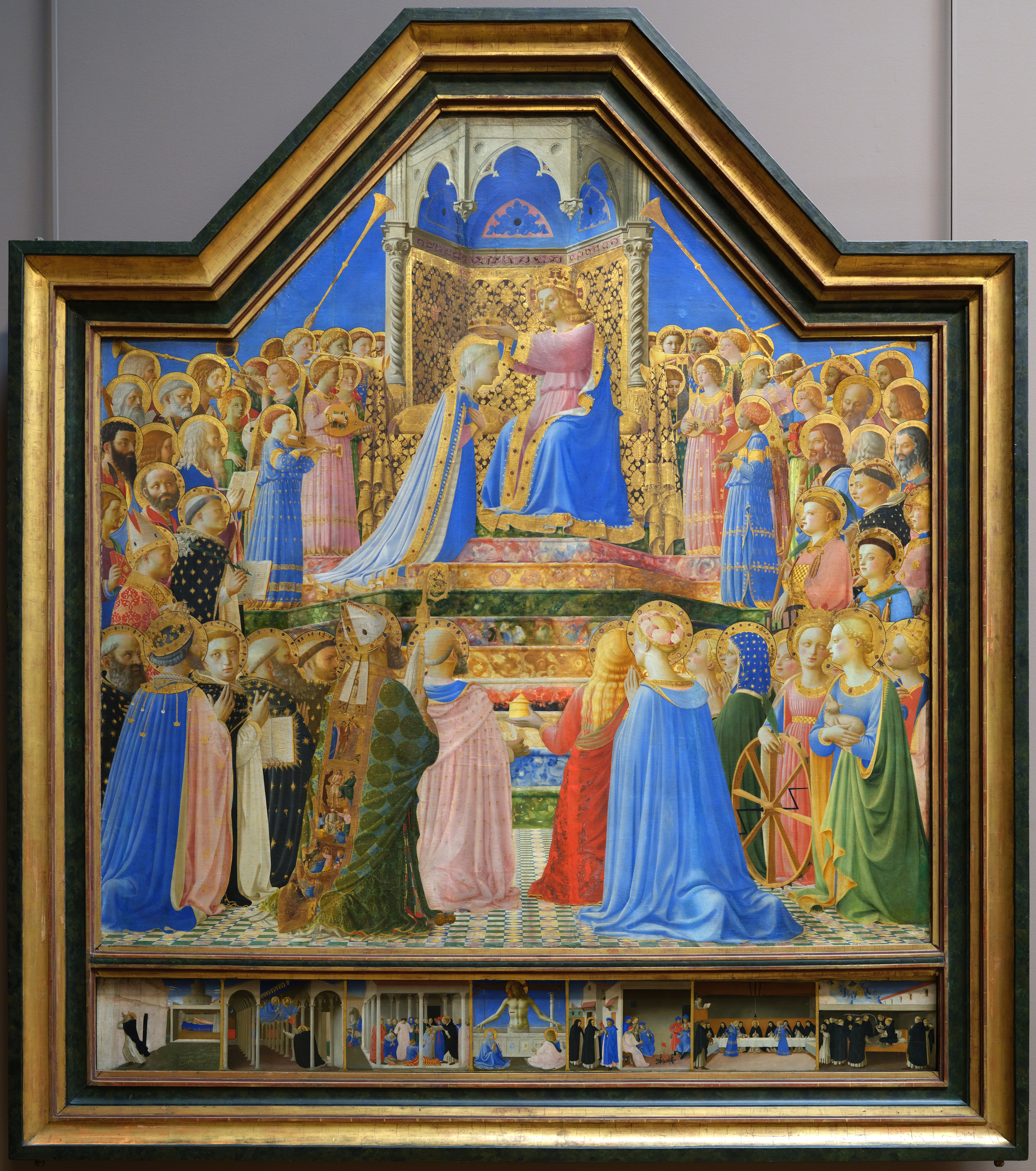
Koronacji Maryi

W porównaniu do Koronacji Matki Boskiej z aniołami i świętymi z Galerii Uffizi w tym dziele można dostrzec wyraźne różnice w kompozycji. Przede wszystkim nie ma już złotego tła, które zostało zastąpione przez bardziej realistyczne błękitne niebo. Kompozycja przestrzenna jest bardziej śmiała i odżywają w niej wpływy Masaccia. Obraz Fra Angelico przedstawia bardzo ozdobne cyborium z gotyckimi triforiami, oparte na kilku stopniach marmurowych, polichromowanych schodów. Cyborium, które wieńczy scenę koronacji Maryi przez Chrystusa, wspiera się na spiralnych kolumienkach z niecodziennymi pilastrami nad kapitelami. Można dostrzec tu podobieństwa do cyboriów namalowanych przez artystę nad Ojcami Kościoła w Cappella Niccolina w Watykanie.
W centrum obrazu stanowi scena ukoronowania Maryi na Królową przez Chrystusa Króla. Chrystus siedząc na gotyckim tronie, którego jedno miejsce jest wolne i, jak należy przypuszczać, przeznaczone jest dla Matki Bożej, nakłada na Jej głowę koronę. Maryja klęczy u stóp Syna. Tej niebiańskiej liturgii asystują aniołowie i święci. Tron znajduje się na szczycie piedestału złożonego z dziewięciu stopni. Aniołowie i święci są rozmieszczeni bardzo precyzyjnie wokół sceny, a nowością jest przedstawienie wielu postaci adorujących za plecami Maryi i Chrystusa. Tłum adorujących ukazuje głęboką perspektywę malarską. Podobnie jest z płytkami posadzki. One również namalowane są zgodnie z perspektywą. Święci i grający aniołowie tworzą barwny tłum, uszeregowany hierarchicznie. Wśród świętych można rozróżnić różne kategorie: patriarchów, proroków, apostołów, biskupów, fundatorów, męczenników i dziewice. Wśród postaci z lewej strony (patrząc na obraz) odnajdujemy św. Idziego, św. Mikołaja, św. Franciszka z Asyżu, św. Bernarda z Clairvaux, św. Tomasza z Akwinu, św. Dominika, św. Jana Ewangelistę, św. Piotra i innych. Z prawej strony możemy rozróżnić Marię Magdalenę ubraną na czerwono z ampułką w ręku, św. Katarzynę Aleksandryjską z kołem jako atrybutem. Powyżej dostrzec można św. Wawrzyńca z kratą, św. Szczepana, św. Jakuba i innych.

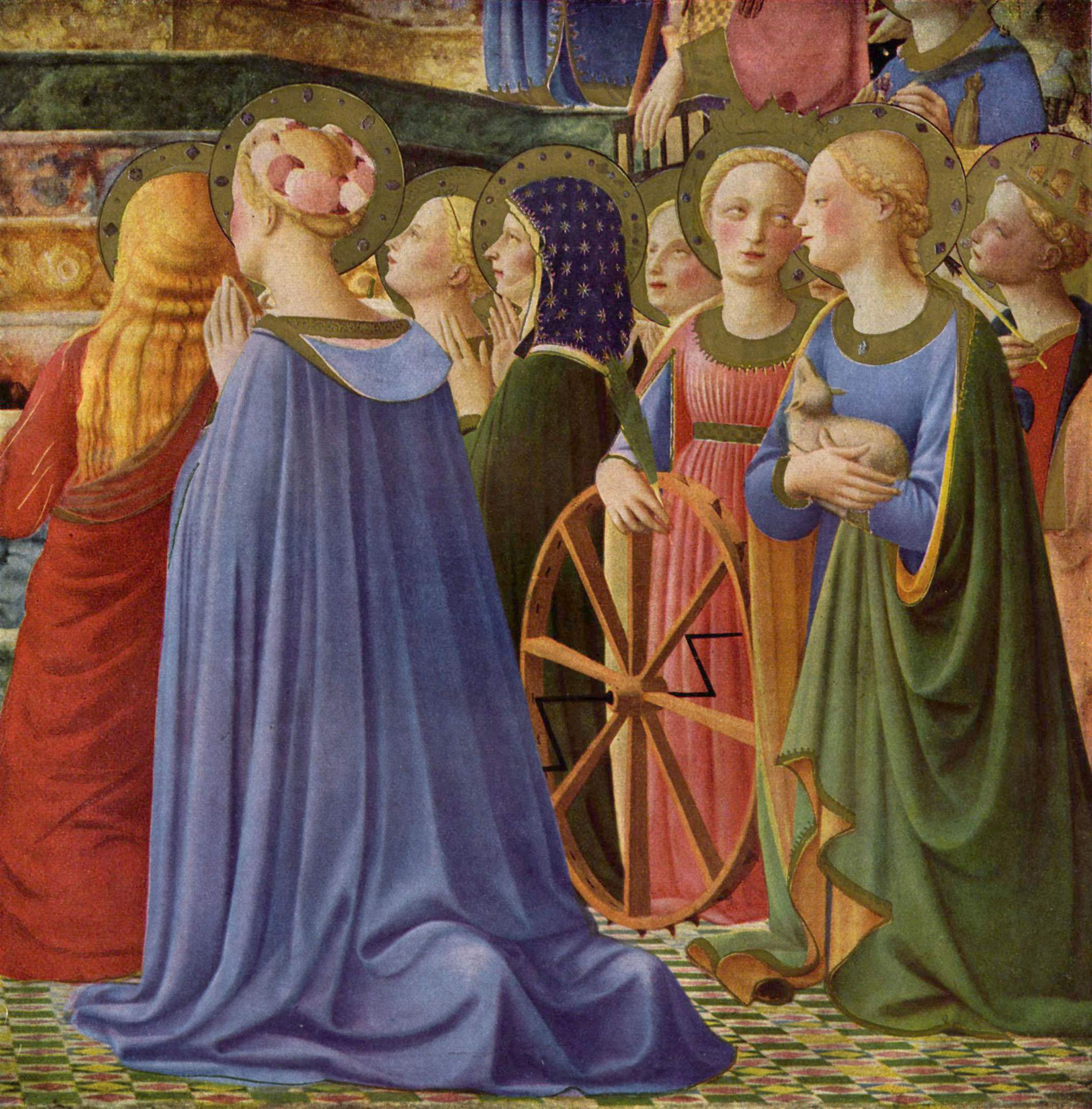
Detal obrazu

Każda postać jest potraktowana indywidualnie i jakby wyrzeźbiona przestrzennie przez padające na nią światło, które rozświetla błyszczące kolory szat. Obraz jest namalowany tak, że wydaje się, iż światło pada z lewej strony. Częstsze jest wykorzystanie rozjaśnień niż cieni. Takie przedstawienie światła prowadzi Fra Angelico ku dojrzałej fazie jego twórczości, gdzie nie dostrzegamy już światła niezróżnicowanego, bez konkretnej precyzacji, ale raczej grę światła i cieni.
W różnych miejscach malowidła autor poumieszczał niewielkie napisy, które mają za zadanie wyjaśnić treść i sens przedstawionej sceny. Na brzegu królewskiego płaszcza Chrystusa znajdujemy napis: Iesus Christus Agnus Dei, na aureoli Maryi: Ego mater pulchrae dilectionis et timoris et agnitionis et sanctae spei. Napisy znajdujemy też na aureolach innych postaci uwiecznionych na obrazie: Mojżesza – Dei famulus et electus; Davida – Cantor; św. Jana Chrzciciela – Praecursor Domini; św. Jana Ewangelisty – Dilectus Deo et hominibus, itd.
Dłuższe teksty zostały umieszczone na kartach otwartych ksiąg, trzymanych przez św. Jana Ewangelistę, św. Dominika i św. Tomasza z Akwinu. Tak więc św. Jan ukazuje nam pierwsze siedem wersetów swojej Ewangelii, czyli pierwszą część słynnego Prologu, gdzie jest mowa o Chrystusie jako Słowie, które jest Bogiem, Światłem i daje Życie oraz przychodzi, aby świecić w ciemności. Jest to nawiązanie do podstawowej misji zakonu dominikanów, do którego należał Fra Angelico, jaką było głoszenie Chrystusa jako Światła i Życia.
Św. Dominik ukazuje testament pozostawiony swoim duchowym synom, dominikanom. Jest nim wezwanie do zachowania cnoty miłości, pokory i ubóstwa. Po tym następuje antyfona O spem miram.
Jedyny święty, który zwrócony jest twarzą do widza, św. Tomasz z Akwinu, ukazuje stronę bogatą w cytaty biblijne (Prz 18,4; Ps 103,13; 20,3) i liturgiczne. Jest tam również dialog Tomasza z Chrystusem, który podobno miał miejsce w kaplicy św. Mikołaja w Neapolu: Bene scripsisti de Me, Thoma, quam mercedem ergo accipies? (Dobrze napisałeś o Mnie, Tomaszu, jaką nagrodę więc otrzymasz?). Non aliam quam Te (Nie inną jak Ciebie). Z końcowym Te łączy się hymn liturgiczny Te Deum recytowany często przez św. Tomasza.

## Predella
Predella obrazu ozdobiona jest siedmioma malowidłami ilustrującymi niektóre epizody z życia św. Dominika, tak, jak zostały one opisane w Złotej legendzie przez Jakuba de Voragine:
1. Sen papieża Innocentego III przedstawiający bazylikę laterańską popadającą w ruinę i św. Dominika, który podpiera ją swoimi plecami. W tle widać imponującą budowlę, która przypomina Zamek św. Anioła.
2. Objawienie się św. Piotra i Pawła św. Dominikowi wewnątrz bazyliki. Apostołowie zachęcają Dominika do głoszenia Ewangelii po całym świecie.
3. Wskrzeszenie przez św. Dominika w Rzymie Napoleona Orsiniego zmarłego na skutek upadku z konia.

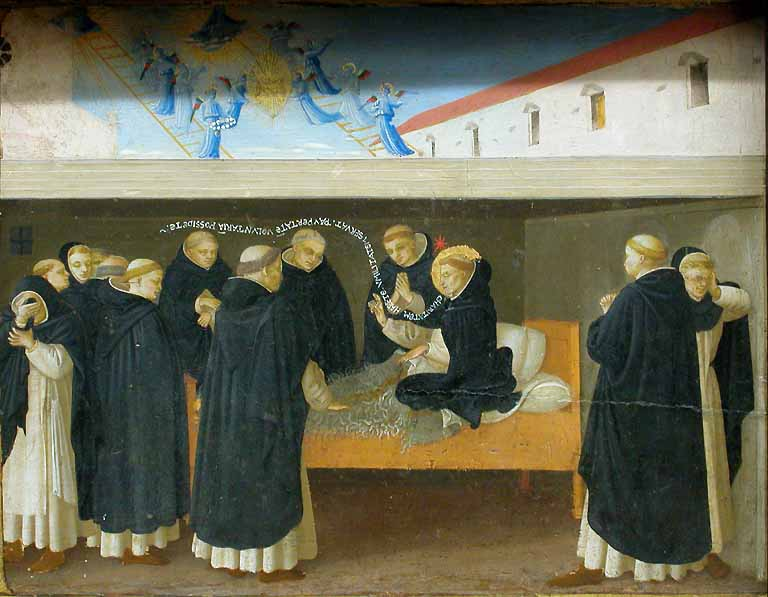
Śmierć św. Dominika - scena z predelli

4. Centralna scena predelli, która odróżnia się tematycznie od pozostałych, ponieważ przedstawia Chrystusa wstającego z grobu, którego adorują Maryja i św. Jan Ewangelista. Centralne położenie tego malowidła wskazuje na fakt, że pośrednictwo Chrystusa ukrzyżowanego stanowiło centrum życia św. Dominika.
5. Dysputa św. Dominika. Święty wręcza księgę Ewangelii heretykowi, który z pogardą rzuca ją w ogień. Płomienie jednak nie spalają księgi, ponieważ zawiera Prawdę.
6. Święty Dominik i bracia wyrzekają się posiłku, aby nakarmić głodnego. Aniołowie dają im chleb.
7. Śmierć św. Dominika. Malowidło złożone jest z dwóch scen - ziemskiej i niebiańskiej. Na pierwszej święty dyktuje płaczącym braciom testament zobowiązujący ich do miłości, pokory i ubóstwa. Na drugiej aniołowie przenoszą jego duszę do nieba.